# Пйотр Дибчинський
Пьотр Анджей Дибчинський (нар. 1957) – польський астроном, доктор фізичних наук. Він спеціалізується на малих тілах Сонячної системи, небесній механіці та інструментах програмування для астрономічних досліджень. Доцент університету імені Адама Міцкевича в Познані.

## Біографія
Народився 1957 року в сім'ї Раймунда Дибчинського (1928—2014) та Анни, уродженої Мєчніковської (1923—2009). Вивчав фізику в Університеті імені Адама Міцкевича в Познані. Закінчив університет 1981 року за спеціальністю «Астрометрія». Вже 1980 працював в Астрономічній обсерваторії Університету імені Адама Міцкевича.
Здобув ступінь доктора філософії в Університеті Миколая Коперника в Торуні в 1991 році на основі дисертації під назвою «Зоряні збурення в хмарі Оорта» під керівництвом Ієроніма Гурника. Габілітувався у 2006 році, також в Університеті Миколая Коперника, захистивши дисертацію «Зоряні та галактичні збурення та джерело довгоперіодичних комет».
У 2007 році він отримав посаду заступника директора з викладання Познанської астрономічної обсерваторії, яка є частиною фізичного факультету Університету Адама Міцкевича. У 2013 році призначений на посаду доцента.
Проводив заняття з програмування й чисельних методів, малих тілах Сонячної системи, астрономічних основ географії та галактичної астрономії. У своїй дослідницькій роботі займається такими питаннями, як чисельні дослідження динаміки малих тіл Сонячної системи та розробка програмного забезпечення для астрономічних досліджень.
Свої твори публікував у «Небесній механіці та динамічній астрономії», «Землі, Місяці та планетах», «Астрономії та астрофізиці» та «Щомісячних повідомленнях Королівського астрономічного товариства». Є членом Міжнародного астрономічного союзу.
Він одружений з Євою, з якою має чотирьох дітей.